# Joan Campins
Joan Campins Vidal (Sa Pobla, 24 giugno 1995) è un calciatore spagnolo, difensore dell'Atlètic Lleida.

## Carriera

### Club
Ha giocato nella massima serie belga e nella seconda divisione spagnola.